# Берн сир Оаз
Берн сир Оаз (фр. Bernes-sur-Oise) је насељено место у Француској у региону Париски регион, у департману Долина Оазе.
По подацима из 2011. године у општини је живело 2389 становника, а густина насељености је износила 438,35 становника/km².

## Демографија
| 1962. | 1968. | 1975. | 1982. | 1990. | 2011. |
| ----- | ----- | ----- | ----- | ----- | ----- |
| 724   | 1.040 | 1.402 | 1.363 | 2.434 | 2.389 |